# تسهنهاوزن بای رنرود
تسهنهاوزن بای رنرود (به آلمانی: Zehnhausen bei Rennerod) یک شهر در آلمان است که در وستروالدکرایس واقع شده‌است. تسهنهاوزن بای رنرود ۴۲۱ نفر جمعیت دارد.